# Carrera de velocidad
En el atletismo, la carrera de velocidad o carrera de corta distancia es una carrera a pie que tiene una distancia máxima de 400 metros en pistas. Un atleta de carreras de velocidad se denomina velocista.

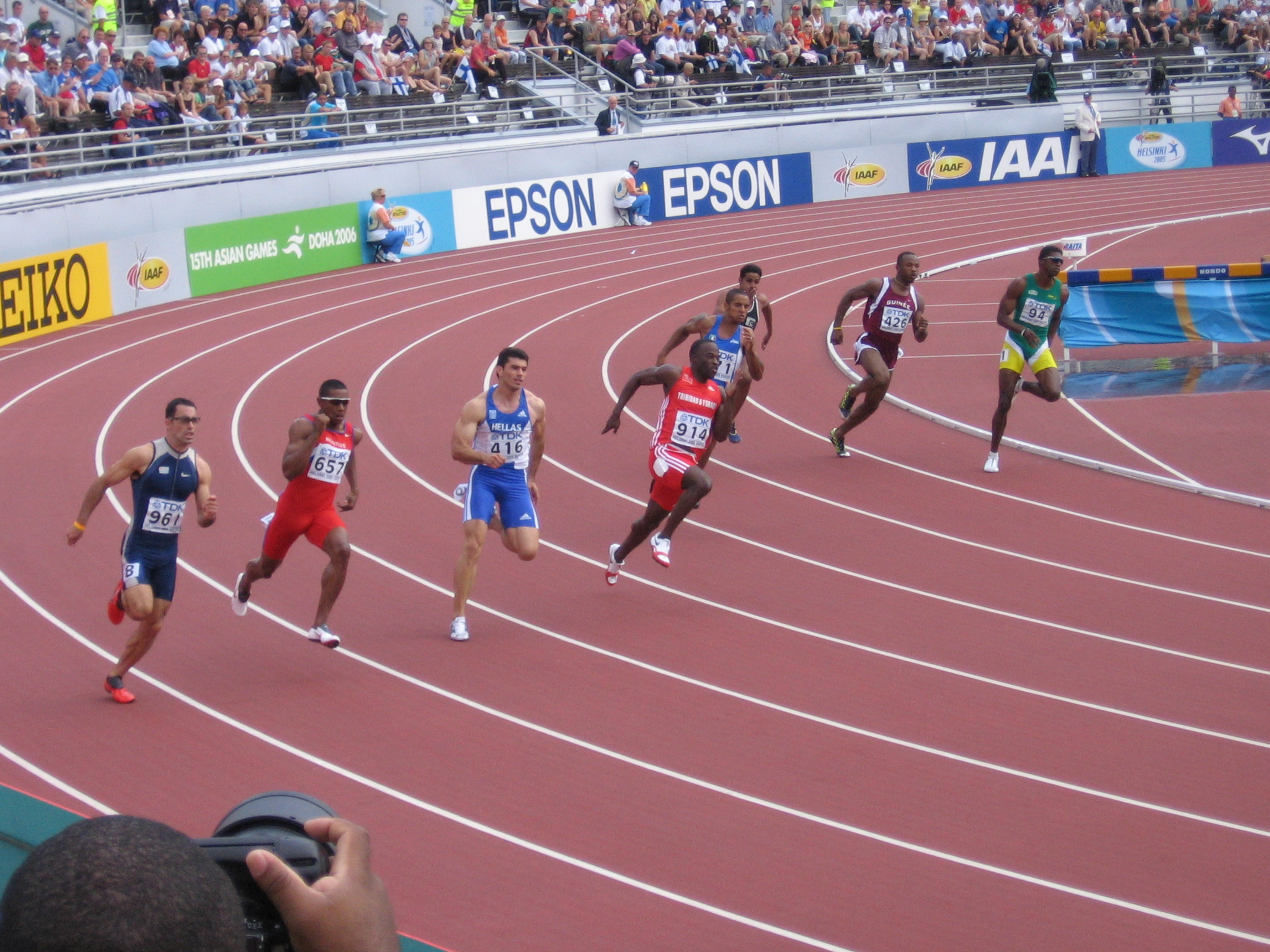
Carrera de 200 metros en el Campeonato Mundial de Atletismo de 2005

En este tipo de carreras, el atleta en la salida se encuentra semi incorporado sobre unos apoyos fijados a la pista denominados tacos de salida; así, los corredores traccionan empujando los pies contra estos tacos colocados detrás de la línea de salida. Al sonido del disparo del juez de salida el atleta se lanza a la pista y corre a la máxima velocidad hacia la línea de meta, siendo fundamental una salida rápida y eficaz.
Distancias estándar
Las distancias que se corren en las competiciones oficiales sénior son las siguientes:
- 60 metros (en pista cubierta)
- 100 metros (al aire libre)
- 200 metros
- 400 metros

En categorías inferiores es habitual correr 300 metros en lugar de 400.